# Lijst van gemeenten in Bacău

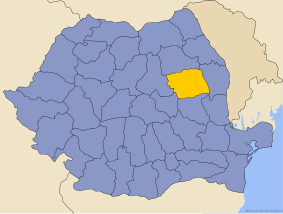
Ligging district Bacău in Roemenië

Dit is de lijst van gemeenten in Bacău.
1. Agăș
2. Ardeoani
3. Asău
4. Balcani
5. Bârsănești
6. Berești-Bistrița
7. Berești-Tazlău
8. Berzunți
9. Blăgești
10. Bogdănești
11. Brusturoasa
12. Buciumi
13. Buhoci
14. Cașin
15. Căiuți
16. Cleja
17. Colonești
18. Corbasca
19. Coțofănești
20. Dămienești
21. Dealu Morii
22. Dofteana
23. Faraoani
24. Filipeni
25. Filipești
26. Găiceana
27. Gârleni
28. Ghimeș-Făget
29. Gioseni
30. Glăvănești
31. Gura Văii
32. Helegiu
33. Hemeiuș
34. Horgești
35. Huruiești
36. Itești
37. Izvoru Berheciului
38. Letea Veche
39. Lipova
40. Livezi
41. Luizi-Călugăra
42. Măgirești
43. Măgura
44. Mănăstirea Cașin
45. Mărgineni
46. Motoșeni
47. Negri
48. Nicolae Bălcescu
49. Odobești
50. Oituz
51. Oncești
52. Orbeni
53. Palanca
54. Pâncești
55. Parava
56. Pârgărești
57. Parincea
58. Pârjol
59. Plopana
60. Podu Turcului
61. Poduri
62. Prăjești
63. Răcăciuni
64. Răchitoasa
65. Racova
66. Roșiori
67. Sănduleni
68. Sărata
69. Sascut
70. Săucești
71. Scorţeni
72. Secuieni
73. Solonț
74. Stănișești
75. Strugari
76. Tamași
77. Târgu Trotuș
78. Tătărăști
79. Ștefan cel Mare
80. Traian
81. Ungureni
82. Urechești
83. Valea Seacă
84. Vultureni
85. Zemeș

Alba · Arad · Argeș · Bacău · Bihor · Bistrița-Năsăud · Botoșani · Brașov · Brăila · Buzău · Caraș-Severin · Călărași · Cluj · Constanța · Covasna · Dâmbovița · Dolj · Galaţi · Giurgiu · Gorj · Harghita · Hunedoara · Ialomița · Iași · Ilfov · Maramureș · Mehedinți · Mureș · Neamț · Olt · Prahova · Satu Mare · Sălaj · Sibiu · Suceava · Teleorman · Timiș · Tulcea · Vaslui · Vâlcea · Vrancea